# 安本亀八
安本 亀八（やすもと かめはち、文政9年（1826年） - 明治33年（1900年）12月8日）は、江戸時代末から明治にかけて活躍した日本の人形師。初代の安本亀八である。長男の亀次郎（1857-1899）が2代目、三男の和一（1868-1946）が3代目を襲名した。

## 略歴
熊本迎宝町、現在の熊本県熊本市出身。仏師の家系に生まれ、その道を志すが明治維新以後は廃仏毀釈運動の影響で仏師としての仕事は無く、人形細工師として身をたてる。その後、兄と共に上方へ出て初興行を行う。最大の出し物は、生身の人間の姿をそのままに造った、「生人形」であった。人形の造形は精緻で、まるで血が通い、生きているかのようなリアリティは多くの観客を呼び集め評判になった。江戸で興行した『忠臣蔵』などの演目は庶民に大人気を博した。
明治8年（1875年）には上海で興行を行い、海外へ進出。国内では、明治10年（1877年）の内国勧業博覧会に等身大の美貌の生人形を出展、世間を驚かせ人気を集める。当時の日本では生人形師として松本喜三郎とはその技量と人気で双璧を争ったという。明治13年（1880年）、内務省博物局開設の「観古美術会」創設に参加。審査員をつとめる。明治31年（1898年）、初代・亀八改め亀翁に改名。長男の亀二郎が二世・亀八を襲名（長男は翌明治32年（1899年）に鹿児島で客死、三男が三世を急遽襲名）。明治33年（1900年）、初代の亀八は75歳で死去。文化人としての評価も高かった。墓は世田谷区烏山の幸龍寺にある。

## 代表作
- 「相撲生人形」 熊本市現代美術館蔵 1890年（明治23年） 『日本書紀』にある野見宿禰と当麻蹴速の力比べに題材を取る。宿禰は7パーツ、蹴速は6パーツで構成され、立体パズルのように組み合わされている。重さは47kg。同年の第三回内国勧業博覧会に出品するつもりで制作したが期日に間に合わず、完成後に浅草寺の境内に飾った。これを見たアメリカの収集家・フレデリック・スターンが購入し、2年後デトロイト美術館に寄贈・収蔵されていたが、2005年（平成17年）熊本市が購入し、現在の収蔵先となった[2]。